# Dream Street
Dream Street este un album al cântăreței americane Janet Jackson apărut în 1984.